# ウォーターマーク (アート・ガーファンクルのアルバム)
『ウォーターマーク』 (Watermark) は、アート・ガーファンクルの3枚目のソロアルバム。
もともとヨーロッパではジミー・ウェッブ作曲の「Fingerpaint」が入ったヴァージョンが発売になったが、のちにポール・サイモンとジェームズ・テイラーが参加したサム・クックの楽曲「ワンダフル・ワールド」に差し替えられたヴァージョンとなり、収録曲順も変更されている。

## 収録曲
特記無き曲はすべてジミー・ウェッブ作曲。
Side 1
1. 泣きながら目覚めて - "Crying in My Sleep" - 4:06
2. マリオネット - "Marionette" - 2:36
3. シャイン・イット・オン・ミー - "Shine It on Me" - 3:26
4. ウォーターマーク - "Watermark" - 2:59
5. サタデー・スーツ - "Saturday Suit" - 3:16
6. オール・マイ・ラヴズ・ラフター - "All My Love's Laughter" - 3:56

Side 2
1. ワンダフル・ワールド - "(What a) Wonderful World" (Herb Alpert, Lou Adler, Sam Cooke) - 3:32
2. ミスター・シャック&ジャイブ - "Mr. Shuck'n Jive" - 4:48
3. ペイパー・チェイス - "Paper Chase" - 2:37
4. シー・ムーヴド・スルー・ザ・フェア - "She Moved Through the Fair" (Traditional. Arrangement by J. Webb, Paddy Moloney) - 2:45
5. サムワン・エルス - "Someone Else (1958)" - 2:19
6. 木製飛行機 - "Wooden Planes" - 3:13